# چرخه کربن در جو زمین

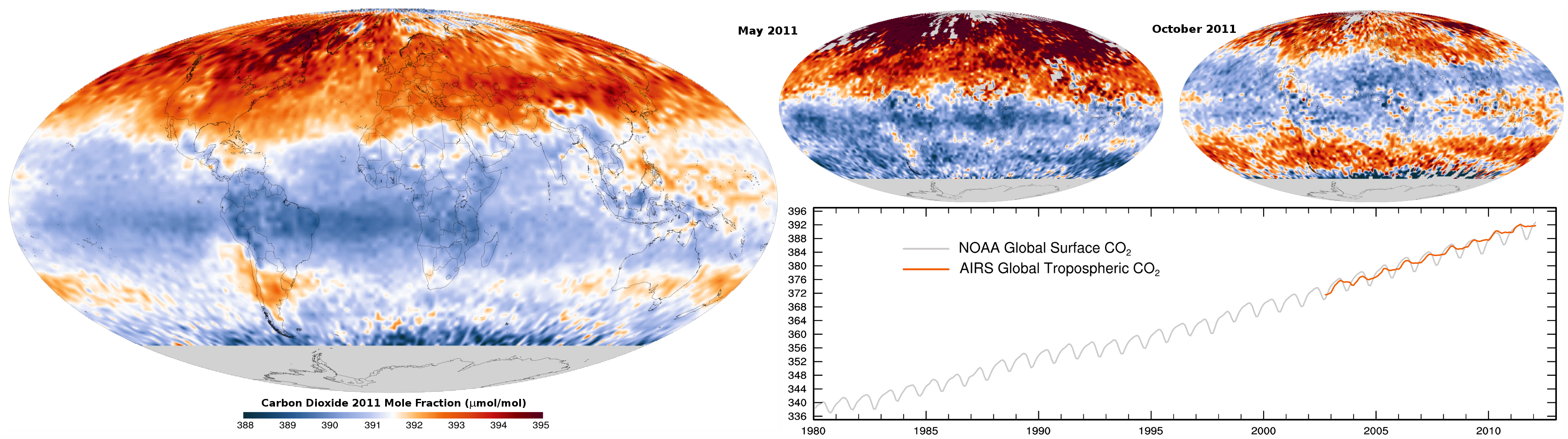
کسر مولی دی‌اکسید کربن در تروپوسفر در سال ۲۰۱۱

جو زمین یکی از مخازن بزرگ کربن و جزء مهمی از چرخه کربن به حساب می‌آید. کربن موجود در جو نقش مهمی را در اثر گلخانه‌ای ایفا می‌کند. از مهمترین ترکیبات کربن در این رابطه، می‌توان به گاز دی‌اکسید کربن (CO2) اشاره کرد. اگرچه آن مقدار کمی از جو را شامل می‌شود (تقریباً ۰٫۰۴٪ بر اساس مول)، اما نقش بسیار مهمی در حفظ حرارت در جو و در نتیجه اثر گلخانه‌ای دارد. گازهای دیگر حاوی کربن که اثراتی بر آب و هوا در جو دارند، متان و کلروفلوئوروکربن‌ها می‌باشد. انتشار گازها توسط انسان‌ها مقدار دی‌اکسید کربن در جو را از حدود ۲۰۰ سال گذشته تاکنون تقریباً دو برابر کرده‌است.

## گازهای مرتبط
غلظت گازهای گلخانه‌ای مبتنی بر کربن از زمان شروع عصر صنعتی به‌طور چشمگیری افزایش یافته‌است. این امر موجب مهم شدن اهمیت درک استفادهٔ کربن در اتمسفر گردیده است. دو گاز اصلی گلخانه‌ای کربن متان و دی‌اکسید کربن هستند.

### متان
سطح گاز متان در اتمسفر به تغییر اقلیم وابسته هستند. متان موجود در جو یکی از قوی‌ترین و با نفوذترین گازهای گلخانه‌ای روی کرهٔ زمین است. مقدار پتانسیل گرمایش جهانی (GWP) متان در ۱۰۰ سال حدود ۲۵ GWP است، این بدان معنی است که متان در طی یک دوره ۱۰۰ ساله، ۲۵ بار گرمای بیشتری در واحد جرم، نسبت به دی‌اکسید کربن را به دام می‌اندازد.
متان (CH4)، یکی از گازهای گلخانه‌ای قوی است و عمدتاً به وسیله فروپاشی موجودات بیولوژیکی تولید می‌شود و به عنوان دومین گاز گلخانه‌ای مهم در نظر گرفته می‌شود، اما چرخهٔ متان در جو در حال حاضر زیاد شناخته‌شده نیست. مقدار تولیدشده و جذب‌شدهٔ سالانهٔ متان به‌طور گسترده‌ای متفاوت است.

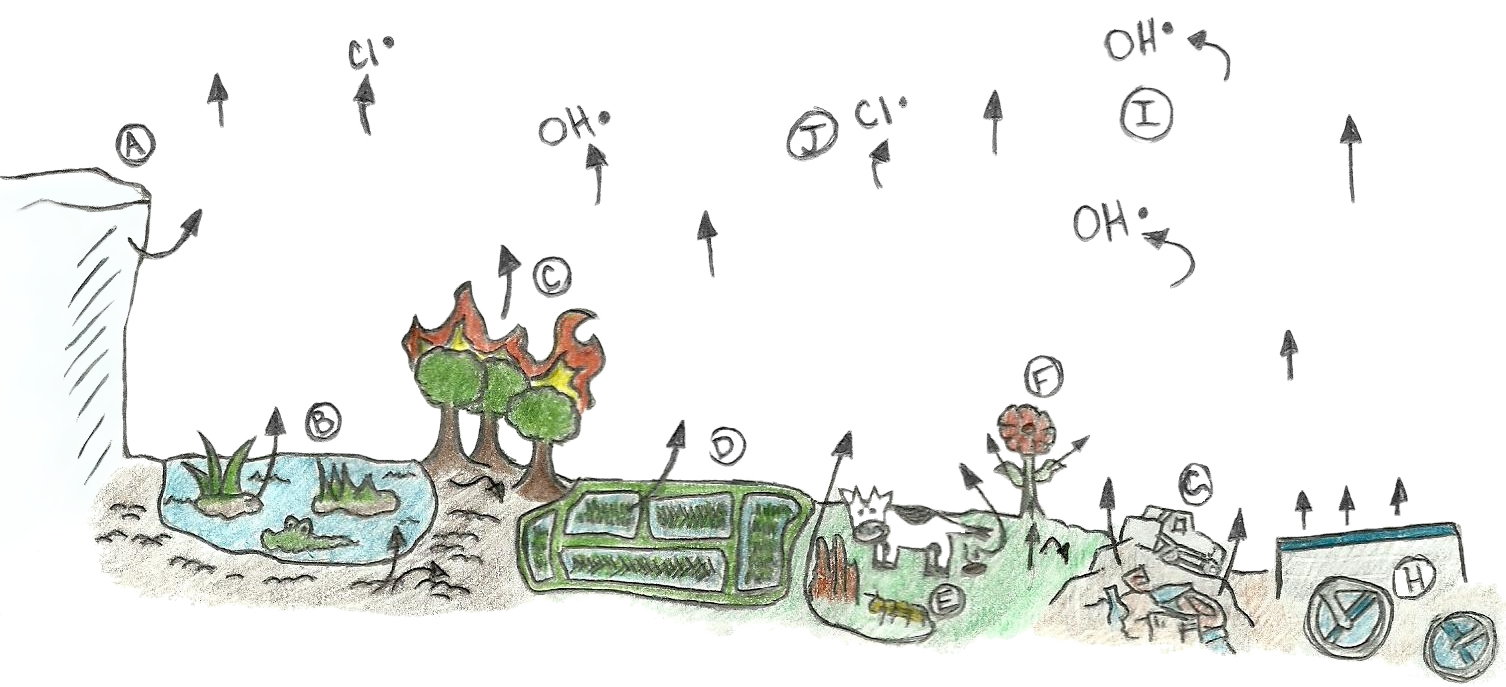
این نمودار ساده چرخهٔ متان را از منابع به اتمسفر و همچنین سینک‌هایی که متان مصرف می‌کنند را به تصویر می‌کشد.

A. پرمافراست، یخچال‌های طبیعی، و هسته‌های یخی - منبعی که متان به‌دام افتاده و یخ‌زده را با افزایش دمای کرهٔ زمین به آرامی آزاد می‌کند.

B. تالاب - محیط‌های مرطوب و گرم که ایده‌آل برای تولید متان هستند.

C. آتش‌سوزی جنگل - سوزاندن یا سوخته‌شدن مواد آلی باعث آزاد شدن مقدار بسیار زیادی متان به اتمسفر می‌شود.

D. شالیزارها - هر چه شالیزارها مرطوب‌تر و گرم‌تر باشند، متان بیشتری تولید می‌شود.

E. حیوانات - تولید گاز متان پس از دفع مدفوع.

F. گیاهان - علی‌رغم آن‌که متان قبل از وارد شدن به جو مصرف می‌شود، گیاهان به متان اجازه راه یافتن مستقیم از طریق ریشه و برگ و به جو می‌دهند.

G. محل‌های دفن زباله - پوسیدگی آلی و شرایط بی‌هوازی محل‌های دفن زباله را به یک منبع گاز متان تبدیل می‌کند.

H. تصفیه فاضلاب

I. رادیکال هیدروکسیل

J. رادیکال آزاد

### دی‌اکسید کربن

منحنی کیلینگ طراحی‌شده توسط رصدخانه مانوالوا که غلظت کربن موجود در جو زمین را از سال ۱۹۶۰ تا ۲۰۱۰ نشان می‌دهد.

غلظت دی‌اکسید کربن (CO2) در جو زمین از سال ۲۰۰۰ تا ۲۰۰۹ به‌طور سالانه ۲ پی‌پی‌ام در حال افزایش بود و تا تاریخ اکتبر ۲۰۱۲ به ۳۹۱ پی‌پی‌ام (قسمت در میلیون) رسید. با توجه به نمودارهای سنجش، این غلظت پیش از انقلاب صنعتی کمتر از ۲۸۰ پی‌پی‌ام بود. دی‌اکسید کربن در فتوسنتز مورد استفاده قرار می‌گیرد و نیز یک گاز گلخانه‌ای برجسته است. با وجود غلظت نسبتاً کوچکش نسبت به دیگر گازها در اتمسفر بخش مهمی از جو زمین است که اشعه مادون قرمز را در طول موج ۴٫۲۶ میکرومتر و ۱۴٫۹۹ میکرومتر جذب و ساطع می‌کند، در نتیجه نقش مهمی در اثر گلخانه‌ای دارد. سطح فعلی این گاز در اتمسفر بالاتر از هر سطح دیگری در طول تاریخ نسبت به ۸۰۰ هزارسال گذشته یا احتمالاً حتی ۲۰ میلیون سال گذشته رسیده‌است.

## مقدار موجود
بنابه گزارشی در سال ۲۰۰۷ توسط IPCC، مقداری حدود ۷۶۵ گیگاتن کربن در اتمسفر یافت می‌شود و این محتوا به‌طور سالانه حدود ۳ گیگاتن در حال افزایش است. در اتمسفر، کربن به صورت دی‌اکسید کربن و متان یافت می‌شود. هردوی این گازها جذبنده هستند و حرارت را در اتمسفر حفظ می‌کنند که تا حدی مسئول اثر گلخانه‌ای محسوب می‌شوند. انباشت میلیاردها تن از گاز دی‌اکسید کربن در اتمسفر مانند یک لایهٔ ضخیم، زمین را داغ‌تر می‌کند و ممکن است به مرور زمان به نابودی برخی از پدیده‌ها منجر شود. غلظت این گاز ۳۹۰ میلی‌گرم بر هر مترمکعب و مقدار آن چیزی در حدود ۸۰۰ گیگاتن می‌باشد البته این فقط چیزی در حدود ۰٫۰۰۱٪ از مقدار کلی کربن در جهان است.
مقدار کربن موجود در جو توسط منابع مختلف بین ۷۰۰ الی ۷۵۵ گیگاتن گزارش می‌شود. برخی از این مقادیر عبارتند از:
| منبع           | [ ۱۳ ] [ ۱۴ ] [ ۱۵ ] | [ ۱۶ ] [ ۱۷ ] | [ ۱۸ ]     | [ ۱۹ ]     | [ ۲۰ ]     |
| مقدار گزارش‌شده | ۷۰۰ گیگاتن           | ۷۲۰ گیگاتن    | ۷۳۵ گیگاتن | ۷۵۰ گیگاتن | ۷۵۵ گیگاتن |

مقدار دی‌اکسید کربن در اتمسفر به‌دلیل تغییرات در فتوسنتز و تنفس در طول شبانه‌روز متغیر است که متوسط مقدار کربن را در طول روز ۳۲۰ پی‌پی‌ام و در شب حدود ۵۰۰ پی‌پی‌ام برآورد کرده‌اند؛ البته این تغییر عملاً وابسته به نوع پوشش، میزان پوشش گیاهی و تراکم جانوری در منطقه است. اتمسفر و بیوسفر به عنوان ذخیره‌سازهای کوچک کربن محسوب می‌شوند؛ محتوای کربن موجود در اتمسفر به تغییر سرعت جریان، با حساسیت واکنش نشان می‌دهد. به دلیل فرایندهای بیوشیمیایی، اتمسفر بالاترین سرعت‌جریان‌های کربن را دارد و در نتیجه جزئی از چرخه‌های کوتاه مدت محسوب می‌شود.
برخی از گازها و آلاینده‌های دیگری که علاوه بر دی‌اکسید کربن در اتمسفر وجود دارند عبارتند از:
|                         |         | غلظت مولار در ppm | زمان پایداری در اتمسفر | افزایش ٪ در سال |
| ----------------------- | ------- | ----------------- | ---------------------- | --------------- |
| کربن دی‌اکسید            | [ پ ۲ ] | ۳۹۰               | ۵–۲۰۰ سال              | ۰٫۴             |
| متان                    | [ پ ۳ ] | ۱٫۷۵              | ۱۲ سال                 | ۱٫۵             |
| کربن مونوکسید           | [ پ ۴ ] | ۰٫۰۵–۰٫۲          | ۶۰–۱۸۰ روز             |                 |
| هیدروکربن‌های کلروفلوئور | FCKW    | ۱۰−۳              | ۷۰–۱۰۰ سال             |                 |
| کربن تتراکلرید          | [ پ ۶ ] | ۱۰−۴              |                        |                 |
| هیدروکربن               | [ پ ۷ ] |                   |                        |                 |
| دوده                    | [ پ ۸ ] |                   |                        |                 |

## معادل‌های انگلیسی
1. ↑  Global-warming potential
2. ↑  CO2
3. ↑  CH4
4. ↑  CO
5. ↑  Chlorofluorocarbon
6. ↑  CCl4
7. ↑  Hydrocarbon
8. ↑  Soot